# Random (álbum de Charly García)
Random es el decimotercer álbum de estudio en solitario del músico argentino Charly García, editado en 2017. El álbum se editó luego de dos preocupantes hospitalizaciones del artista en diciembre de 2016, por lo que el lanzamiento tomó por sorpresa a sus seguidores. Random había sido anunciado a mediados de 2016, pero sin una fecha clara de publicación en ese momento. Charly firmó un contrato con Sony Music el 24 de enero de 2017, dándose a conocer tiempo después el día de salida del álbum.

## Descripción
Random es el séptimo álbum que Charly realiza para Sony Music y el primero desde que salió de rehabilitación (si bien Kill Gil se publicó en 2010, fue grabado antes de la hospitalización de Charly en 2008). El trabajo conecta con distintas etapas de su carrera, desde su niñez hasta los días de exceso, heredando aún algo del sonido electrónico de los trabajos más recientes (Rock and Roll Yo, de 2003, y Kill Gil, de 2010). Random mezcla melodías pegajosas con algo de caos planificado (uno de los conceptos que dominan la obra de Charly desde los 90), siempre acompañadas con letras autorreferenciales e irónicas.
El álbum es el resultado de varios demos grabados a lo largo de los últimos años en su casa y el estudio Cathedral de la banda Turf, y fue tomando forma de álbum cuando se sumó al proyecto Nelson Pombal, guitarrista y productor, quien continuó grabando en el estudio Los Pájaros, de Ramón Palito Ortega.
Random es el primer álbum desde Clics modernos (1983) compuesto íntegramente por García. El álbum abre con "La máquina de ser feliz", que había sido el corte de promoción. Hay fuertes críticas a la tecnología en "Primavera", y a la Iglesia Universal y al animador Marcelo Tinelli en "Amigos de Dios". Por último en "Mundo B", canción que fue presentada en el Gran Rex en el año 2005 junto con temas del disco Kill Gil y que posee parte de la melodía del tema "Pastillas", guiña a "She Loves You" y "I Wanna Hold Your Hand" de The Beatles con unas líneas en inglés sacadas de esas canciones.
La carátula del álbum, hecha por el mismo Charly García, está formada por un grupo de grafitis, un ichtus (el pez de los primeros cristianos, usado como logo por Charly) y una foto de una cocina en la que se alcanza a ver un boceto de una mujer. El librillo interior trae fotos y dibujos del músico tomadas por Nora Lezano y las letras de las canciones. El álbum fue dedicado a su exguitarrista y amiga, María Gabriela Epumer, quien falleció en 2003 producto de un paro cardiorrespiratorio y a su también exguitarrista y amigo el Negro García López, fallecido en 2014 en un accidente automovilístico.
La corista de este álbum es Rosario Ortega, quien trabaja con Charly desde 2011.
Joe Blaney vuelve a masterizar su disco desde Nueva York, fiel productor de Charly desde Clics modernos.
Cómo curiosidad, en la canción Mundo B, uno de los teclados que toca Charly es el Mellotron, instrumento que no usaba desde La Máquina de Hacer Pájaros.
Paradoja de la canción "Otro"
Considerado el disco de Charly García producto del cambio radical en la vida del artista, quien habría abandonado el consumo de estupefacientes, destaca la canción "Otro". 
"En la primera hora / Me dieron el papel / La concha de la lora / Ahora lo tiene él. / Por eso yo ya quiero / Otro, otro, otro / Yo quiero otro, nada más / Otro, otro, otro".
El papel, "pelpa", en la jerga del ambiente de la cocaína, es una de las formas en que el narcomenudeo vende la sustancia, en cantidad ínfima y de denostable calidad.

## Difusión
La difusión de Random comenzó el 25 de enero de 2017 con la publicación del sencillo "La máquina de ser feliz", la primera canción promocional de Charly editada en formato físico desde "Asesíname", de 2003. En la carátula se ve un ojo de Charly encerrado en el ichtus que después lo identificaría en el álbum, junto al título tachado. Posteriormente, la canción sería acompañada por un video con la letra.
Tras la publicación de Random, en abril se lanzó un nuevo video, esta vez con la letra de la canción Lluvia. Durante los últimos días de junio de 2017, el sello Sony subió a Internet tres videos de escasa duración llamados Backstage, donde aparecía Charly en una sesión de fotos junto a la fotógrafa Nora Lezano. El 7 de julio se publicó el primer videoclip oficial de Charly en siete años, correspondiente a Lluvia, en donde aparece Charly echado en una cama junto a Rosario Ortega, luego solo tocando la guitarra, intercalándose con escenas de ambos bajo la lluvia. Al igual que en los sencillos anteriores de Charly como Influencia o Asesíname, Charly incorpora otros efectos musicales a la canción.

## Recepción crítica
Random ha obtenido críticas mayoritariamente positivas, debido a que tras Kill Gil y su espíritu algo más "melancólico" Charly volvió a las letras contestatarias y al sonido electrónico de la década anterior. Una de las críticas más destacadas fue la de Maby Sosa para el diario Tiempo Argentino, titulada "Random, un reencuentro con la belleza García", o la escrita por Mariano del Mazo, en la que se destaca el talento inacabable de Charly para crear buenas canciones. Mauricio Jürgensen valoró el "regreso en cámara lenta" de Charly y lo comparó con artistas como Bob Dylan y Leonard Cohen. El 17 de marzo de 2017, el Twitter oficial de Charly anunció que Random había ganado certificación de Oro por vender 10 mil copias en Argentina.
El 29 de mayo de 2018, Random ganó varios Premios Gardel (organizado por la Cámara Argentina de Productores de Fonogramas y Videogramas - CAPIF): Álbum del Año, Canción del Año (por "Lluvia"), ingeniería de grabación, mejor álbum artista masculino de rock, mejor diseño de portada, mejor videoclip (también por "Lluvia"), y producción del año.

## Lista de canciones
Todas las canciones escritas y compuestas por Charly García. 
| N.º   | Título                    | Duración |  |
| 1.    | «La máquina de ser feliz» | 4:40     |  |
| 2.    | «Ella es tan Kubrick»     | 3:00     |  |
| 3.    | «Primavera»               | 4:35     |  |
| 4.    | «Rivalidad»               | 3:05     |  |
| 5.    | «Otro»                    | 2:11     |  |
| 6.    | «Lluvia»                  | 3:46     |  |
| 7.    | «Believe»                 | 2:06     |  |
| 8.    | «Amigos de Dios»          | 3:46     |  |
| 9.    | «Spector»                 | 3:19     |  |
| 10.   | «Mundo B»                 | 3:30     |  |
| 34:00 |                           |          |  |

## Posicionamiento en listas

### Listas mensuales
| Lista (2017)      | Mejor posición |
| ----------------- | -------------- |
| Argentina (CAPIF) | 1              |
| Uruguay (CUD)     | 6              |

## Créditos
Músicos
- Charly García: Voces, pianos, teclados, guitarras eléctricas, guitarras acústicas, bajos, Ipads, batería electrónica, samplers, loops y programaciones.
- Rosario Ortega: Voces en 1, 3, 4, 5, 6, 7 y 10
- Fernando Samalea: Batería y percusión.
- Kiuge Hayashida: Guitarra eléctrica en 2, 4, 5 y 7.
- Antonio "Toño" Silva: Batería en 7.
- Juan Francisco Sanchez: Batería con los ojos cerrados en 2 y 5

Ingenieros de grabación
- Nelson Pombal (Estudio Los Pájaros) (Estudio móvil SNM) (Estudio Nosfer)
- Nicolás Ottavianelli / Fernando Caloia (Estudio Cathedral)
- Tato Vega / Charly García (Estudio móvil SNM)
- Álvaro Villagra (Estudio Abasto Monsterland)

Mezcla y coproducción
- Nelson Pombal en Nosfer, Bs As (Temas 2 al 10)
- Joe Blaney en Overlook Mixdown, NYC (Tema 1)

Mastering
- Ted Jensen en Sterling Sound, NYC

Arte de tapa
- Charly García

Fotos
- Nora Lezano